# Fernando Gentil
Fernando Gentil (11 marzo 1950) è un ex tennista brasiliano.

## Biografia
Fu in due occasioni componente della nazionale brasiliana di Coppa Davis, nel 1976 e nel 1978.